# Perdita trinotata
Perdita trinotata är en biart som beskrevs av Timberlake 1964. Perdita trinotata ingår i släktet Perdita och familjen grävbin. Inga underarter finns listade i Catalogue of Life.